# Меддокс, Майкл
Майкл Джордж Меддокс (Мэддокс, Маддокс; в России назывался Михаил Егорович/Георгиевич Медокс; англ. Michael Maddox, либо Medoks, Maddocks, Mattocks; 1747—1822) — английский инженер, театральный антрепренёр, основатель Петровского театра —  первого общественного музыкального театра Москвы, предтечи Большого театра; отец авантюриста Романа Медокса.

## Биография
Майкл Меддокс в 1766 году прибыл в Россию по высочайшему приглашению, переданному воспитателем наследника престола Н. И. Паниным через английского посла лорда Макартнея для преподавания физики и математических наук великому князю Павлу Петровичу.
Ведал в Петербурге музеем «механических и физических представлений». Основным занятием Майкла Меддокса было изготовление механических часов и других инженерных диковинок. Преподавательская стезя окончилась, и, покинув Россию, он направился с музеем в Мадрид, а затем в Лондон, где и провел последующее десятилетие, после чего решил опять поехать в Россию.
К тому времени в России Меддокс имел авторитет, завоеванный благодаря успеху в театре «Хэймаркет» в Лондоне. По некоторым данным, его прибыль за один театральный сезон составляла 11 000 фунтов стерлингов, что на 2500 фунтов больше, чем было у Дэвида Гаррика несколькими годами ранее.

## Первый публичный московский театр
Переселившись в Москву, первое время он выступал фокусником и эквилибристом, развлекая публику обеих столиц «механическими и физическими представлениями», о которых печатал объявления в «Санкт-Петербургских» и «Московских ведомостях».

Имея светлую голову и золотые руки, Медокс изготовил выдающееся произведение часового искусства, подобное соборным башенным часам. Известный московский театрал Жихарев характеризовал Меддокса как «человека необыкновенно умного, знатока своего дела и отличного директора театра, который умел находить и ценить таланты».
Когда по Высочайшему повелению в Москве срочно создавался публичный театр, для спектаклей был нанят дом графа Р. И. Воронцова на улице Знаменке (так называемый Знаменский театр). Во время чумы 1771, свирепствовавшей в Москве, количество совладельцев из товарищества московской антрепризы резко поубавилось (Н. С. Титов, назначенный главой театрального предприятия, сам отказался ещё раньше — в 1769 году, Дж. Бельмонти умер, Дж. Чинти исчез), и основным владельцем сделался губернский прокурор князь Пётр Васильевич Урусов, принявший к себе в товарищество в августе 1776 англичанина Майкла Меддокса. В марте 1776 г. князь Пётр Васильевич Урусов получил высочайшее соизволение императрицы Екатерины II «содержать… театральные всякого рода представления, а также концерты, воксалы и маскарады».

В день 17 марта (по ст.ст.) 1776 г. Московская полицмейстерская канцелярия выдала десятилетнюю привилегию на публичную театральную деятельность губернскому прокурору, князю П. В. Урусову. Ему дозволялось устраивать в Москве публичные театральные представления, а также концерты, «воксалы» и маскарады.
В феврале 1780 Знаменский театр сгорел (26 февраля 1780 г. «Московские ведомости» сообщили: вечером на представлении пьесы А. Сумарокова «Дмитрий Самозванец» «от неосторожности нижних служителей» случился пожар, и Знаменский деревянный театр за несколько часов выгорел дотла), и отчаявшийся князь тут же вышел из антрепризы, содержателем которой остался один Меддокс.

## Петровский театр

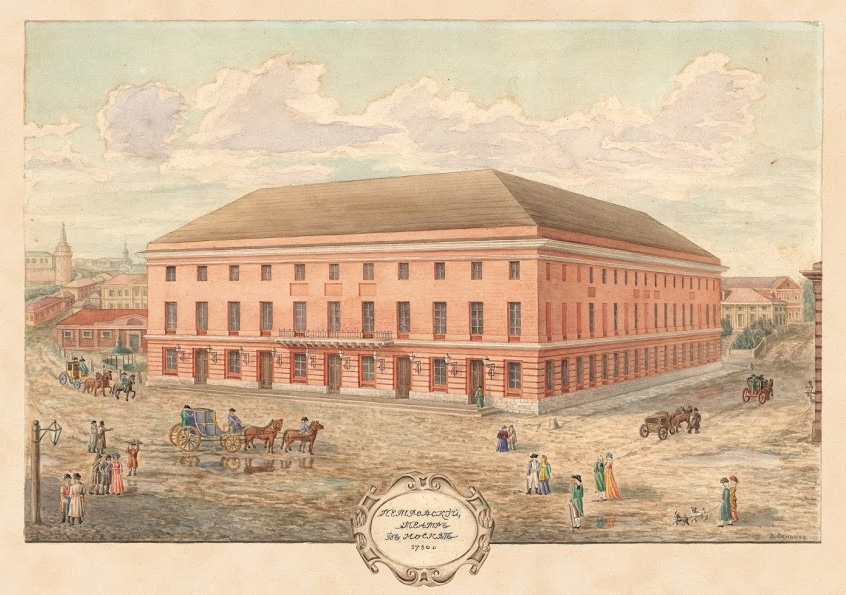
Здание Петровского театра

Именно Меддокс построил в том же 1780 году каменное здание театра (архитектор Х. Х. Розберг) — по месту расположения на улице Петровка (на правом берегу Неглинки) — получивший название Большой Петровский театр. Новое трёхэтажное кирпичное здание с белокаменными деталями и под тесовой крышей поднялось за пять месяцев и обошлось Меддоксу в 130 тысяч рублей серебром, на 50 тысяч больше сметы. Театр имел партер, три яруса лож и галерею, вмещавшие около 1 тыс. зрителей, «маскерадную залу в два света», «карточную» и другие специальные помещения; в 1788 к театру пристроили новый круглый маскарадный зал — «Ротунду». По другим источникам, зал вмещал 800 посетителей: «В театре было четыре яруса с ложами и две просторные галереи. В партере насчитывалось два ряда с закрытыми по бокам сиденьями. Роскошно украшенные ложи стоили от трёхсот до тысячи рублей и дороже. Билет в партер стоил один рубль. Театральный зал вмещал 800 зрителей и ещё столько же публики вмещалось на галереях».
Театр открылся в декабре 1780, первое представление состоялось 30 декабря 1780 (10 января 1781) — давалось торжественное представление пролога «Странники» А. О. Аблесимова на музыку русского композитора Е. Фомина и балета австрийского балетмейстера, приехавшего в Россию с труппой Хильфердинга Леопольда Парадиза «Волшебная школа». 
Для открытия вокзала В. И. Майков сочинил небольшую оперу: «Аркас и Ириса», музыка Керцелли. Московскому главнокомандующему князю Долгорукову так понравился театр, что он предложил чинам полиции иметь к Меддоксу почтение и уважение и охранять его от неприятностей. Долгоруков также выхлопотал Меддоксу продолжение привилегии ещё на десять лет, то есть до 1796 года (Ежегодник Императорских театров. СПб., 1904—1905. Вып. XV. С.68). Первоначально труппа Меддокса в Петровском театре была невелика и состояла из 13 актёров, 9 актрис, 4 танцовщиц, 3 танцоров с балетмейстером и 13 музыкантов (Пыляев М. И. Старая Москва. СПб., 1891. С.126).
В труппе служили И. И. и Н. В. Калиграф, В. П. и А. А. Померанцевы, Я. Е. Шушерин, П. Злов, А. С. Синявский, А. С. Синявская, её племянницы сёстры М. С. и У. С. Синявские, Е. И. Залышкин, А. Г. Ожогин и др.; позже перешли из Петербурга И. Ф. Лапин, П. А. Плавильщиков, С. Н. и Е. С. Сандуновы. В качестве танцоров первое положение занимали выпускники Московского Воспитательного дома, обучавшиеся у Леопольда Парадиза: Арина Собакина и Гаврила Райков. Кроме того, в театре давали представления французские, итальянские, немецкие труппы. 
Русская труппа Медокса в восьмидесятых годах состояла из тринадцати актеров и девяти актрис; настоящих танцовщиц было четыре и три танцовщика вместе с балетмейстером; музыкантов было двенадцать человек, из них один капельмейстер Керцелли. Вся труппа получала жалованья 12 139 руб. 50 коп.; старший оклад был 2000 руб.; получал его один актер Померанцев. Актеры у него были Лапин, Залышкин, Сахаров, Волков, Ожогин, Украсов, Колесников, Федотов, Попов, Максимов, Померанцев и Шушерин
Труппа Петровского театра постепенно росла и состояла как из вольных актёров, так и из крепостных; иногда помещики отдавали в наём или продавали целые труппы. О. В. Бубнова приводит интересные сведения:

Ещё в 1803 году сдал в аренду Медоксу, а в 1806 продал московской Дирекции своего крепостного актёра С. Ф. Мочалова Н. Н. Демидов.
С. Ф. Мочалов — отец великого русского артиста Павла Степановича Мочалова.
Это был публичный театр, открытый для всех. В Петровском театре шли драматические спектакли, оперы и балеты, в частности первые русские комические оперы «Мельник — колдун, обманщик и сват» А. О. Аблесимова — М. М. Соколовского, «Санктпетербургский гостиный двор» М. А. Матинского, «Несчастье от кареты» Я. Б. Княжнина на музыку В. Пашкевича, «Скупой» В. А. Пашкевича — либретто Я. Княжнина по Ж. Б. Мольеру. Исполнялись произведения Катерино Кавоса, игрались комедии Фонвизина («Бригадир», «Недоросль») — 14 мая 1783 года «Недоросль» был поставлен на сцене Петровского театра, цензура долго не пропускала пьесу, и театру пришлось приложить много сил, чтобы добиться её постановки. Для театра Медокса переводил немецкие пьесы Н. Сандунов, брат артиста Силы Сандунова, юрист, профессор Московского университета; шли пьесы Вольтера, Шеридана, Гольдони, Лессинга, Шекспира, Бомарше, И. А. Крылова, А. П. Сумарокова, П. А. Плавильщикова — который сам же и играл на сцене. Балетная труппа пополнялась учениками из специально созданной балетной школы Воспитательного дома, которая в 1784 году отошла во владение Медокса. Всего в театре Медокса было осуществлено 425 драматический, оперных и балетных спектаклей. При этом нельзя забывать, что Петровский театр был частным предприятием Майкла Меддокса, с которым стали конкурировать начавшие появляться Императорские театры, существовавшие за счет императорской государственной казны. А кроме того, существовали крепостные театры русских богачей при их домах — театр Шереметевых, Крепостной театр Дурасова и т. д.
Меддокс первым в мировой театральной практике создал художественный совет для решения творческих вопросов: принятия пьес к репертуару, распределение ролей между актёрами. Драматург С. Н. Глинка:

«Когда сочинители и переводчики приносили к Медоксу произведения свои, он приглашал актеров на совещание: принять пьесу или нет. Если принятие по прочтении предлагаемой пьесы утверждалось большинством голосов, тогда содержатель удалялся, предоставляя каждому выбор своей роли. Потом возвращался на совещание с новым вопросом: во сколько времени принятая пьеса может быть выучена? Срока на это нигде не убавлял, но смотря по пьесе, и не прибавлял. Были тогда в Московском театре подле оркестра табуреты, занимаемые, так сказать, присяжными любителями театра. У некоторых из них имелись свои домашние театры. Содержатель приглашал и их, и сочинителей, и переводчиков на репетицию. Если приглашенные лица единодушно утверждали, что пьеса идет успешно, и что каждый из актеров вник в душу своей роли, тогда назначалось главное представление. В противном случае отлагалось ещё на время. Повторение так изоряло память, что суфлер почти всегда был не нужен».
Федор Кони писал о театре Меддокса:

«Медокс существовал одними только сборами… весь репертуар Медокса ограничивался тридцатью пьесами и семьюдесятью спектаклями в год. Пьесы были прекрасно выбраны, отлично поставлены и превосходно исполнены. Когда сочинители или переводчики доставляли в дирекцию пьесу, то Медокс составлял совещательный комитет из главных актеров. Если на этом комитете большинство голосов решало принять пьесу, содержатель театра удалялся, предоставляя каждому актеру, с общего согласия, выбрать себе роль по силам и таланту. Потом он опять возвращался с вопросом: во сколько времени пьеса может быть поставлена на сцену? Срока, определённого артистами, он никогда не убавлял, а иногда даже, смотря по пьесе, увеличивал его. Оттого никто не запомнит, чтобы на театре Медокса какая-нибудь пьеса была дурно слажена, плохо распределена или нерачительно поставлена. Каждый артист являлся в своем характере, в роли, которая соответствовала его средствам и нравилась ему. Каждый отдельно был превосходен, совокупность целой пьесы изумительна» (Пантеон русского и всех европейских театров. 1840. № 2. С. 90-99).
Поколения москвичей все больше находили «свою забаву в чтении книг, музыке, в зрении театрального представления, нежели в гонянии голубей или травле зайцев».
В журнале «Ежегодник Императорских театров» (1915. — Вып. 1. — С. 12—20) помещен отрывок из книги германского историографа Иоганна Рихтера «Москва»: статья «Московские театры XVIII ст.» (Перевод и предисл. В. Пасхалова), где автор упоминает о Меддоксе и его театре:

Англичанин Медокс состоит антрепренёром и дирижёром театра. Он прибыл в Москву приблизительно двадцать лет назад в качестве фокусника. Без денег, без знания местнаго языка, без знакомства с нравами и склонностями москвичей, отважился он снять театр; и вот, благодаря своей настойчивости, предприимчивости, быть может и счастью, благосклонному к смельчакам, предприятие его вышло удачным. Вскоре ему удалось найти солидный кредит и заново перестроить театр. Здание этого театра одно из грандиознейших зданий Москвы, богатой и без того великолепными памятниками строительнаго искусства. Оно заключает в себе, кроме театра, ещё концертный и маскарадный залы, причем особенно замечателен этот последний. Он — редкой величины, вмещает в себе 1500 человек и обошёлся строителю в 80,000 рублей. Зрительный зал также один из самых больших в мире. Кроме четырёх ярусов лож, в нём есть ещё две галереи. В партере, против сцены, тянутся два ряда скамеек проходящих до самаго главнаго входа. По бокам имеются кресла и всё-таки остается значительное пустое пространство. Некоторыя ложи со вкусом и парадно драпированы и украшены зеркалами и канделябрами. … Актёрам и актрисам здесь не так поклоняются, как в Германии и других европейских странах; с другой стороны, нет против них и предубеждения, которое исключило бы их из общества или, по крайней мере, унизило бы их в глазах некоторых классов, как это случается повсеместно в Германии. … Я не знаю, кому лучше: немецкому ли актёру, котораго то возносят до небес, то низвергают в преисподнюю, или русскому актёру средней руки.//Правописание сохранено.
По свидетельству современников, Меддокс был человеком просвещённым, смотревшим на театр как на школу; поэтому репертуар Петровского театра был серьёзный; более легкие пьесы ставились в содержавшемся им же «Воксале».

## «Воксал» на Таганке
В апреле 1783 г. Меддокс приобрел у купца Саввы Яковлева («коллежского асессора и разных мануфактур содержателя») за две тысячи рублей владение в «Таганской части», где устроил воксал — летнее увеселительное заведение, которое работало с середины мая по сентябрь. Воксалы возникли на родине М. Меддокса в середине XVIII века по образу и подобию поместья вблизи Лондона, где его хозяин устраивал балы, маскарады, театральные представления и фейерверки на природе. Московский воксал Меддокса располагался в саду с прудом и боскетами, где находились павильоны, оркестры и буфеты. Представления шли на летней площадке прямо в саду, в ненастную погоду открывалось специальное лёгкое помещение («комнатный театр»). Игрались обычно небольшие оперные или драматические комедии, после которых устраивали бал или маскарад, завершавшийся ужином. По вечерам сад освещался фонарями, и гулянья длились до двух часов ночи, причём вход в сад стоил один рубль (правда, значимость того рубля была несколько выше нынешней). В «воксале» выступали те же артисты, что и на сцене Петровского театра.
Ныне память о «воксале» Меддокса сохранилась в названиях Большого и Малого Вокзальных переулков, расположенных между улицами Таганской и Б. Алексеевской.

## Крах
Однако финансовые дела постепенно становились хуже. Как всегда в таких случаях бывает у талантливых людей, образовались и завистники, и желающие приобщиться к созданному другими. Много сил ушло на суд с бароном Э. Ванжурой, дошедшим до царского двора со своими проектами по устройству иных театров. Новый градоначальник генерал-аншеф А. А. Прозоровский предпринимает шаги к полному отстранению Меддокса от дел. Он предъявляет Меддоксу обвинение в том, что здание Петровского театра построено с нарушением утверждённого плана. Прозоровскому также не нравился репертуар театра. Театр фактически перешёл в ведение Прозоровского. В декабре 1789 года Меддокс из-за материальных затруднений вынужден был передать свои заведения в управление Опекунскому совету Воспитательного дома. В 1801 году Петровский театр со всем принадлежавшим имуществом поступил в собственность московского Воспитательного дома и в императорскую казну, а Меддоксу назначен пожизненный пенсион в 3 тысячи рублей.
Петровский театр Меддокса простоял 25 лет — 8 октября (по ст.ст. 22 октября) 1805 года здание сгорело перед самым началом представления оперы Фердинанда Кауэра.

22 октября 1805 г., перед началом представления оперы «Днепровская русалка» «в четыре часа пополудни по причине гардеробмейстера Карла Фелкера, бывшего с двумя свечами в гардеробе, вышедшего оттуда и оставившего оные там с огнём, сделался пожар, от которого весь театр сгорел».

Из села Всехсятского на Петербургской дороге (ныне район метро «Сокол») С. П. Жихарев увидел над Москвою огромное зарево пожара. «Долго-долго стояли мы в недоумении, что такое так жарко гореть могло, пока едущий из Москвы почтальон не объяснил, что горит Петровский театр и, несмотря на все усилия пожарной команды, едва ли она в состоянии будет отстоять его».
Огонь удивительным образом пощадил маленький домик рядом с театром, в котором проживал со своей семьей Майкл Меддокс.

## После пожара
О последних годах труппы Меддокса — «Московская антреприза Михаила Медокса», автор Вячеслав Зверев:

После пожара труппа Медокса выступала в доме князя Волконского на Самотеке, затем в манеже Пашкова дома на Моховой, где 10 февраля 1806 г. состоялось её последнее выступление. На следующий день она перешла в казённое управление и сделалась Императорской московской российской труппой, для которой спустя два года архитектор К. Росси построил деревянный Арбатский театр в самом начале нынешнего Гоголевского бульвара. Красивый удобный театр самоотверженно работал во время войны 1812 г. и тогда же сгорел дотла. В балетной труппе до 1812 неоднократно сменялись второстепенные балетмейстеры. После изгнания французов из Москвы балетную школу и труппу возглавил ученик Шарля Дидло балетмейстер А. П. Глушковский, перенёсший на московскую сцену петербургский репертуар и подготовивший московскую балетную труппу. Пятнадцать лет стояло пепелище Медоксова театра. Зимой его заносило снегом, весной и летом обгорелый остов высился над топким болотом. После Отечественной войны учредили Комиссию для строений, которая занялась планировкой и застройкой послепожарной Москвы. Строптивую Неглинку заключили в трубу, чем значительно осушили прилегающую местность и занялись её благоустройством. Комиссия составила план театральной площади с новым зданием театра, которое проектировал и строил московский «архитектор по фасадной части» О. И. Бове. Он использовал фундамент и три стены Медоксова театра, поместив среди них сцену нового строения и развернув его фасадом на площадь. В недрах нового театрального зала сохранились остатки стен бывшей «машкередной залы».

Сцена современного Большого театра занимает то самое место в Москве, где поставил свой театр Меддокс.

## «Храм Славы»
При том, что Меддокс был загружен работой антрепренёра, он не забывал про механические увлечения. Особенно интересны придуманные и изготовленные часы «Храм Славы», которые изначально предназначались автором Екатерине II, которая относилась к нему очень трепетно. Работу над созданием этих часов Меддокс начал в 1793, а окончил только в 1806 году. 13-летний труд Меддокса не достиг первоначально поставленной цели, поскольку часы были изготовлены уже после смерти императрицы. Ныне этот экспонат хранится в Оружейной палате в Кремле..

В ежедневной газете «Вестник Московской Политехнической выставки» (№ 62, от 1 июля 1872 года) один из потомков Майкла — Константин Медокс — дал весьма подробное описание внешнего вида и действия часов Меддокса. Ещё одно известное описание часов было составлено по материалам, дошедшим от самого Майкла Меддокса.

«Храм Славы» — большие бронзовые позолоченные часы с тремя позолоченными колоннами, установленными над музыкальным ящиком. Каждая колонна заканчивается фигурой орлицы с распростёртыми крыльями на орленком в гнезде. Через каждые пять минут из клюва орлицы падает жемчужина в раскрытый клюв орленка. На мраморном ступенчатом основании высятся четыре чернобронзовые фигуры женщин, изображающие части света — Европу, Азию, Африку и Америку. Колонны соединены между собой гирляндами роз и других цветов из чеканной и золоченой бронзы. Между колоннами высится фигура античного героя Геркулеса с палицей. На «древесном» пне укреплен большой круг, изображающий сияние Солнца, и на нём белый циферблат часов «Храм Славы». На циферблате находится надпись — «Михаил Медокс, Москва». Эти часы являются исключительно сложным автоматом, основанном на взаимодействии самых различных механизмов, предназначенных для воспроизводства удивительных сцен, а также музыкальных номеров. Когда часы показывают и бьют три, шесть, девять или двенадцать раз, то куранты начинают играть, затем раздается органная музыка, после чего поднимается занавес и нашему взору открывается во всем своем величии «Храм Славы» и вид на ландшафт с водопадом, что с шумом свергается с утесов. Виден пьедестал, на котором установлена винтовая пирамида, и два лебедя, плавающие внутри пирамиды; в середине же пьедестала — звезда. Затем появляются фигуры в освещении лучезарного Солнца под аккомпанемент органной музыки. Каждая фигура символически изображает одно из славных событий времен Екатерины II.

## Потомки
Потомки Меддокса проживали в России. Один из них стал комендантом Варшавы. Ещё один сын Роман стал известным на всю Россию авантюристом и «оскорбителем царскаго величества». 16 января 1826 года Медоксам дана грамота на потомственное дворянство. Фамилия Медокс указом Правительствующего сената по департаменту герольдии от 9-го Октября 1867 года утверждена в потомственном дворянском достоинстве.

У Майкла Меддокса было не два сына и не одна дочь, а 6 сыновей и столько же дочерей, из коих Василий в 1831 году умер в Варшаве, состоя в чине полковника по особым поручениям, при Фельдмаршале графе Паскевиче-Эриванском князе Варшавском. Павел, в чине штабс-ротмистра, служил адъютантом при дежурном генерале действующей армии. Иван служил гражданским чиновником военнаго ведомства; Александр и Георгий, будучи болезненными, умерли не служа; а Роман, как видно из записки о составлении Кавказско-горскаго ополчения в 1812 году, помещенной в журнале «Русская Старина» за 1879 год, в чине корнета был адъютантом у атамана Донских казаков графа Платова. Дочери Меддокса вышли замуж: за капитан-лейтенанта Кожина, штабс-капитана Замятнина, поручиков Гаевскаго и Степанова и надворнаго советника Иванова. И сыновья, и дочери — все теперь покойники.
Меддокс был женат на немке дворянского сословия и имел двенадцать детей. Потомки его живут в Москве и Саратове.